# محمد شیر
محمد شیر (انگلیسی: Mohammad Shir؛ زادهٔ ۱۹۴۲) یک کشتی‌گیر اهل افغانستان است.
وی در وزن ۶۸ کیلوگرم کشتی آزاد بازی‌های المپیک تابستانی ۱۹۸۸ شرکت کرده است.